# Duoxiang (köpinghuvudort i Kina, Hubei Sheng, lat 30,43, long 113,36)
Duoxiang (kinesiska: 多祥, 多祥镇) är en köpinghuvudort i Kina. Den ligger i provinsen Hubei, i den centrala delen av landet, omkring 90 kilometer väster om provinshuvudstaden Wuhan. Antalet invånare är 62 396. Befolkningen består av 28 453 kvinnor och 33 943 män. Barn under 15 år utgör 16,0 %, vuxna 15-64 år 75 %, och äldre över 65 år 8,0 %.
Runt Duoxiang är det tätbefolkat, med 613 invånare per kvadratkilometer. Närmaste större samhälle är Xiantao, 10,1 km sydost om Duoxiang. Trakten runt Duoxiang består till största delen av jordbruksmark.
Genomsnittlig årsnederbörd är 1 462 millimeter. Den regnigaste månaden är maj, med i genomsnitt 197 mm nederbörd, och den torraste är december, med 25 mm nederbörd.